# Pantelimon (okręg Konstanca)
Pantelimon – wieś w Rumunii, w okręgu Konstanca, w gminie Pantelimon. W 2011 roku liczyła 694 mieszkańców.